# Teater Albatross
Teater Albatross startades 1985 av Robert Jakobsson. Jakobsson hade tidigare arbetat vid Eldteatern och Teatro Nucleo i Italien. Därefter hade teatern sin hemort i Göteborg.
År 1988 köpte Teater Albatross den tidigare skolan i Gunnarp nära Ätran i Falkenbergs kommun och startade där Tokalynga teaterakademi. Här har företaget bland annat ordnat flera teaterfestivaler sedan 1990-talet..
Gruppen sätter upp egna föreställningar ofta med starkt särpräglad scenografi. Teatern har länge arbetat med så kallad fysisk teater enligt Jerzy Grotowski, men även med berättarteater. De har under många år turnerat med sina föreställningar runt om i Sverige och även i Polen, Afrika och Ryssland. Gruppen har fått stöd från Statens kulturråd.

## Refererenser